# The Adams
The Adams is een Belgische rockgroep die in de jaren zestig van de twintigste eeuw nationaal en internationaal succesvol was.

## Geschiedenis

### Oprichting
De groep werd in 1962 opgericht door de Poolse zanger en gitarist Adam Hoptman. Samen met de ritmegitarist Teddy Gründland, eveneens uit Polen, vervoegde hij de overige bandleden Marc Hoyois (drums), Ronald Graffe (keyboard) en Marc Royers (basgitaar) Na een periode onder de naam The Voodoos en The Damned te hebben opgetreden werd er besloten om met de naam The Adams verder te gaan. Ronald Graffe verliet de groep in een vroeg stadium.

### Ann Christy
Het repertoire van The Adams bestond grotendeels uit de door Adam geschreven nummers. De muziekproducent Willy Blockx benaderde de groep met het voorstel om twee "traditionals" op plaat te zetten. Met tegenzin werden Uska Dara en Sugarbush in een nieuw jasje gestoken en opgenomen in de DECCA-studio’s in Brussel. De plaat was bijna onmiddellijk uitverkocht, maar de groep (die oordeelde dat deze nummers hen opgedrongen waren) heeft deze nooit live gebracht. Door toeval ontdekten The Adams het zangtalent van de vriendin van de drummer, een meisje dat tot dan toe geen zangcarrière ambieerde. Deze zou later bekend worden als Ann Christy. Voortaan zou de groep samen met haar optreden, weliswaar met een gescheiden repertoire. Christy zong covers alsook de door Adam gecomponeerde nummers. Daarnaast speelde de groep eveneens hun eigen, ruigere nummers. Het publiek reageerde zeer positief op The Adams en de verschillende muziekgenres die ze speelden. Stilaan werd de groep populairder.

### Doorbraak
Na een optreden in het Gentse Sportpaleis werd de groep benaderd door Milo De Coster, die toen een hele reeks Belgische artiesten onder zijn hoede had. Hij bood hen een contract aan bij zijn artiestenbureau Publi-Show. Vanaf dat moment kwam alles in een stroomversnelling: de optredens stapelden zich op en De Coster zorgde voor een toentertijd nog ongehoorde "media coverage". De drummer Marc Hoyois die met gezondheidsproblemen kampte, verliet noodgedwongen de groep (Marc Hoyois zou achteraf met Ann Christy huwen en na haar dood met Liliane Saint-Pierre in het huwelijk treden). De zestienjarige Joe Rampaert werd de nieuwe drummer van The Adams.

### Liliane Saint-Pierre
Ondertussen verbrak Ann Christy haar contract met De Coster. Zij was het oneens met de look die hij haar wilde opleggen (een blauwkleurig kapsel) en met het idee te moeten optreden zonder haar geliefde. The Adams die onder een apart contract bij De Coster stonden, hadden hier geen enkele zeggenschap over en konden alleen maar toekijken hoe Ann Christy uit hun entourage verdween. De Coster zorgde snel voor een vervanging: voortaan zou Liliane (de latere Liliane Saint-Pierre) de oorspronkelijk voor Ann Christy geschreven nummers zingen.

### Internationaal
De samenwerking met Milo De Coster zorgde ervoor dat de groep internationaal doorbrak. Van dan af trad de groep nauwelijks nog op in België en toerde wekenlang door Duitsland en Zwitserland. Zij werden een vaste waarde in de Star Club in Hamburg. Toen De Coster de door Adam gecomponeerde songs aan andere artiesten probeerde te slijten, kwam hij in contact met Teddy Reno, een Italiaanse talentenjager die zo goed als alle Italiaanse topvedetten onder zijn vleugels had. Teddy Reno was zo enthousiast over de groep en de songs dat er onmiddellijk opnames in de RCA-studio’s in Rome werden gepland. Er werd voldoende materiaal opgenomen voor twee lp’s, een eerste met uitsluitend muziek van The Adams en een tweede waarbij de groep Liliane begeleidde. Tijdens de verdere besprekingen stelde Reno voor om de door Liliane gezongen teksten opnieuw door Rita Pavone te laten inzingen, destijds een gekende Italiaanse zangeres en filmster. Later trad Teddy met haar in het huwelijk. Iedere plaat van Rita Pavone kon destijds rekenen op een plaats in de Italiaanse hitparade. Indien The Adams met haar zouden samenwerken, was volgens Teddy Reno het succes gegarandeerd.

### Afscheid
Dit was echter niet naar de zin van De Coster die bleef eisen dat deze nummers met Liliane als zangeres op plaat zouden opgenomen worden. Hierdoor blies hij de samenwerking met Teddy Reno op. 
Voor The Adams was het nu duidelijk: De Coster zou hun belangen steeds ondergeschikt maken aan zijn persoonlijke visie. Huub Terheggen (CEO van Radio Luxemburg thans RTL) die als producer voor The Adams fungeerde, en aan de onderhandelingen deelnam, verzette zich eveneens tegen de handelswijze van De Coster. Na de door de koppige houding van De Coster mislukte onderhandelingen met het platenlabel Polydor in Zwitserland trachtte Terheggen de toekomstige onderhandelingen met hun Duitse impresariaat/platenlabel te redden door The Adams aan te raden zich van De Coster los te maken. In 1967, toen de groep probeerde het contract met De Coster op te zeggen, bleek dat dit contract bepaalde dat zij nooit meer met elkaar zouden mogen optreden, behalve onder het impresariaat van De Coster. Wegens dreiging met juridische vervolging, besloot de groep uit elkaar te gaan, liever dan verder voor De Coster te werken. Na een afscheidsconcert in Antwerpen voor de trouwste fans, gingen de leden van de band met pijn in het hart uit elkaar.

## Bandleden
- Adam Hoptman, stichtte achteraf nog een aantal groepen: o.a. Adam’s recital en Adam’s Apple. Adam emigreerde naar Australië en achteraf naar Nashville in de Verenigde Staten, waar hij een carrière als componist van onder andere filmmuziek opbouwde. Hij woont nu afwisselend in de VS en Australië.
- Teddy Gründland, trok naar de Verenigde Staten en werd er sessiemuzikant.
- Joe Rampaert, speelde nog in diverse bands en speelt nu samen met Marc Royers in de groep ROOGE. (+2017)
- Marc Royers, na jaren muzikale inactiviteit, verwisselde hij de basgitaar voor de gitaar speelt nu samen met Joe Rampaert in de groep ROOGE.